# Manuel Mujica Láinez

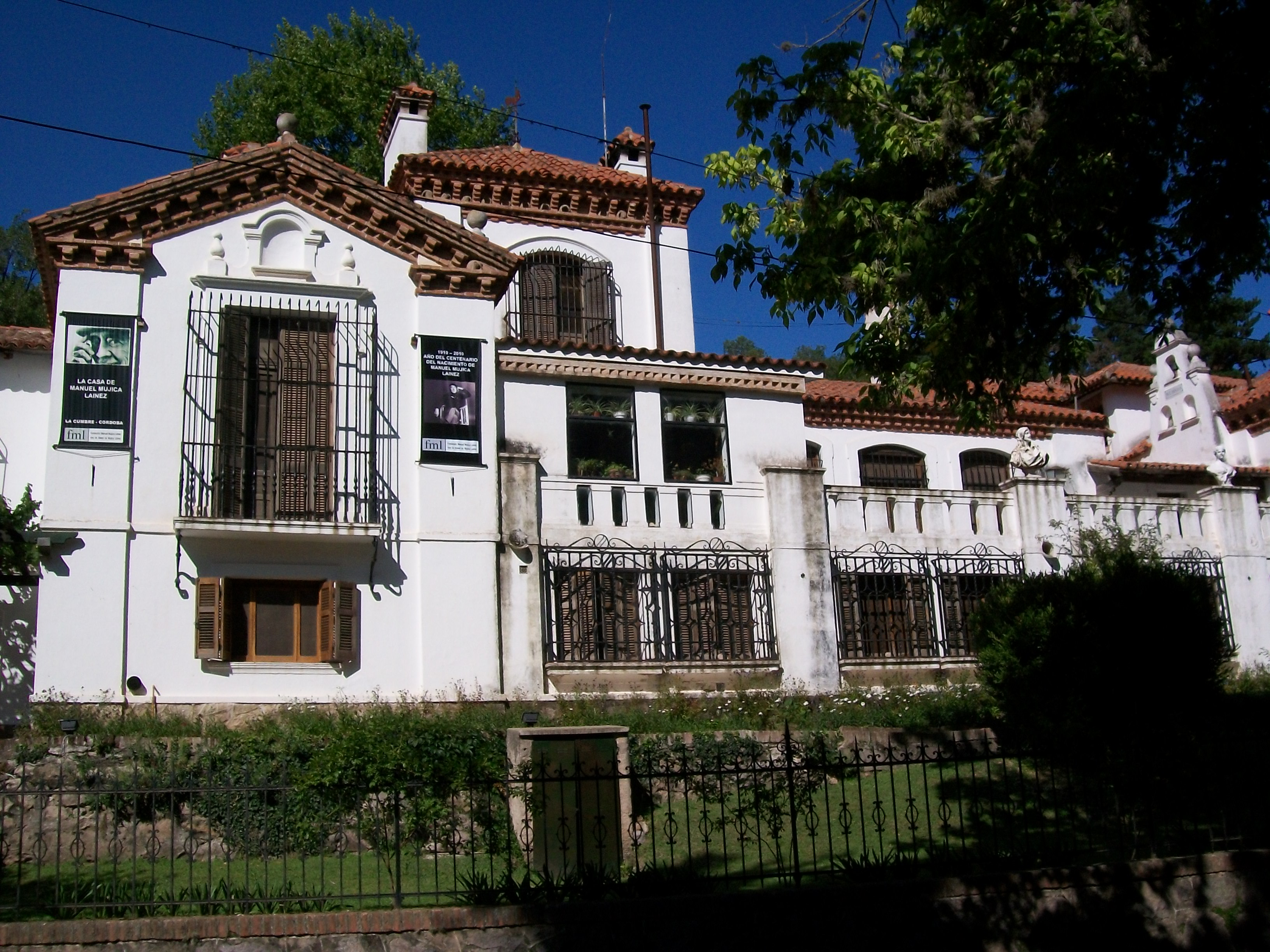
El Paraíso, sa villa à Córdoba (architecte: Léon Dourge)

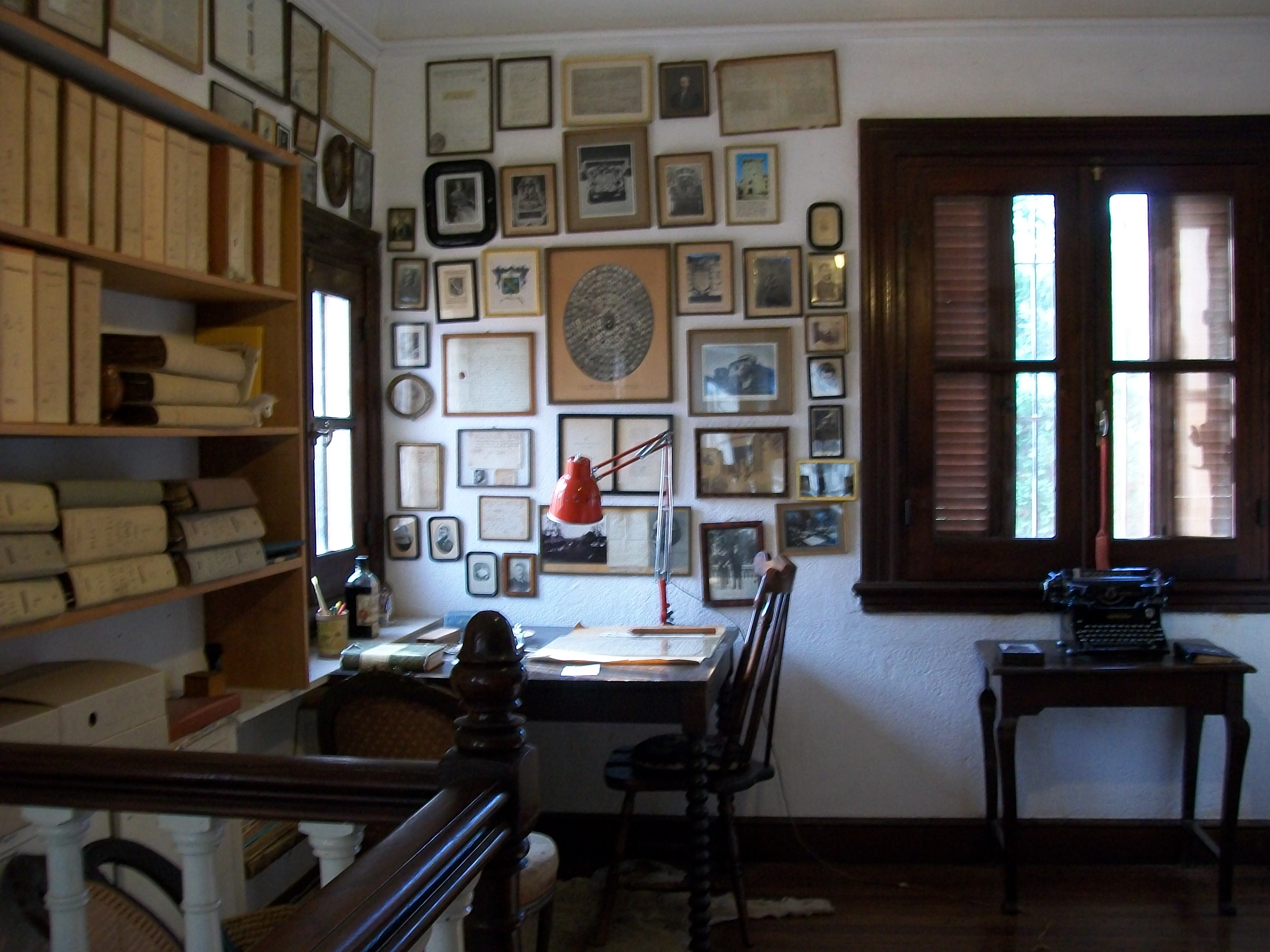
Sa chambre de travail dans El Paraíso

Manuel Mujica Láinez, né le 11 septembre 1910 à Buenos Aires, Argentine, mort le 21 avril 1984 à Cruz Chica, La Cumbre, Córdoba (en), Argentine, est un romancier, essayiste et critique d'art argentin.

## Biographie
Les parents de Manuel Mujica Láinez appartenaient à de vieilles familles aristocratiques, descendant du fondateur de la ville, Juan de Garay, et d'hommes de lettres du XIXe siècle comme Florencio Varela et Miguel Cané. Comme c'était l'usage à l'époque, la famille effectue de longs séjours à Paris et à Londres, de sorte que Manuel, surnommé Manucho, parle le français et l'anglais. Il termine ses études au Colegio Nacional de San Isidro, abandonnant ensuite des études de droit.
La famille Mujica-Laínez n'étant plus très aisée, Manucho doit travailler au journal de Buenos Aires, La Nación, comme critique littéraire. En 1936, il épouse Ana de Alvear, une descendante de Carlos María de Alvear. 1936 est aussi l'année de la publication de sa première œuvre, Glosas castellanas.
Mujica Lainez fut membre de l'Academia Argentina de Letras (en) et de l'Académie des beaux-arts. En 1982, il reçut la Légion d'honneur française. Il est mort dans sa villa "El Paraíso" à Cruz Chica en 1984.

## Œuvre
Mujica Láinez est un témoin de Buenos Aires, de son passé colonial jusqu'au présent.
Il est aussi traducteur des sonnets de Shakespeare et d’œuvres de Racine, Molière, Marivaux, etc.

## Œuvres
- Glosas Castellanas (1936)
- Don Galaz de Buenos Aires (1938)
- Miguel Cané (padre) (1942)
- Canto a Buenos Aires (1943)
- Vida de Hilario Ascasubi|Aniceto el gallo(1943)
- Estampas de Buenos Aires (1946)
- Vida de Anastasio el pollo(1947)
- Aquí vivieron (1949)
- Misteriosa Buenos Aires (1950)
- Los Ídolos (1952)
- La casa (1954)
- Los viajeros (1955)
- Invitados en "El Paraíso" (1957)
- Bomarzo (1962), interdit en Argentine jusqu'en 1972[2].
- Cincuenta sonetos de Shakespeare (1962)
- José Palmeiro, monographie co-écrite avec Jean Bouret et Gérald Schurr, Éditions Soleil, Paris (1965)
- El unicornio (1965)
- Crónicas reales (1967)
- De milagros y de melancolías (1969)
- Cecil y otros cuentos (1972)
- El laberinto (1974)
- El viaje de los siete demonios (1974)
- Sergio (1976)
- Los cisnes (1977)
- El gran teatro (1980)
- El brazalete (1981)
- El escarabajo (1982)
- Cuentos inéditos (1993)

Traductions en français
- Bomarzo, traduction de Bomarzo par Catherine Ballestero, Paris, Librairie Séguier-Archimbaud, 1987  (ISBN 2-906284-41-6) puis Le Cherche Midi éditeur en janvier 2023  (ISBN 978-2749173955).
- Le Grand Théâtre, traduction de El gran teatro par Jean-François Rebour, Paris, Renaudot, 1990,  (ISBN 2-87742-037-X).
- Mystérieuse Buenos Aires, traduction de Misteriosa Buenos Aires par Catherine Ballestero, Paris, Libraire Séguier, 1990.

## Librettiste
Mujica Láinez a adapté son roman Bomarzo pour l'opéra. Il fut mis en musique par Alberto Ginastera et représenté pour la première fois le 19 mai 1967 à Washington. Cet opéra fut interdit par le général Juan Carlos Onganía qui dirigeait alors l'Argentine, « à cause de la référence obsessionnelle au sexe, à la violence et à l'hallucination qui caractériseraient l’œuvre »,.